# La Vie et rien d'autre
Pour plus de détails, voir Fiche technique et Distribution.
La Vie et rien d'autre est un film français de Bertrand Tavernier, sorti en 1989. L'action se déroule après la fin de la Première Guerre mondiale.
Nommé onze fois aux César, le film reçoit ceux du meilleur acteur et de la meilleure musique en 1990.

## Synopsis
En 1920, deux ans après la fin de la Première Guerre mondiale, le commandant Dellaplane (Philippe Noiret) est chargé de recenser les soldats disparus. Il croise deux femmes, Irène et Alice, l'une et l'autre à la recherche d'un proche. Irène (Sabine Azéma), une femme du monde, parcourt la campagne dans une limousine, allant d'hôpital en hôpital en quête de son époux. Alice (Pascale Vignal) est une jeune institutrice qui cherche son amoureux.
Par déontologie, Dellaplane s'oppose à sa hiérarchie lorsqu'elle lui ordonne de procéder à la recherche de la dépouille du poilu qui deviendra le Soldat inconnu sous l'Arc de Triomphe. Il est troublé par le charme froid d'Irène qui ne cesse de croiser sa route et ému par la quête illusoire d'Alice. En les écoutant, il finit par découvrir qu'elles recherchent, sans le savoir, le même homme.

## Fiche technique
Sauf indication contraire, les informations mentionnées dans cette section peuvent être confirmées par la base de données cinématographiques Unifrance,  présente dans la section « Liens externes ».
- Titre original : La Vie et rien d'autre[1]
- Réalisation : Bertrand Tavernier
- Scénario : Jean Cosmos et Bertrand Tavernier
- Dialogues : Jean Cosmos
- Production : René Cleitman pour Hachette Première ; Little Bear ; AB Films
- Musique : Oswald d'Andréa
- Photographie : Bruno de Keyzer
- Montage : Armand Psenny
- Décors : Guy-Claude François
- Costumes : Jacqueline Moreau
- Pays de production :  France[1]
- Format : Couleurs - 2,35:1 - Dolby mono 35 mm
- Durée : 135 minutes
- Genre : drame guerre[1]
- Date de sortie : 
  - France : 6 septembre 1989[1]
  - Canada : 15 septembre 1989 (Festival de Toronto 1989)
  - Belgique : 20 avril 1990 (Gand)

## Distribution
- Philippe Noiret : le commandant Dellaplane
- Sabine Azéma : Irène de Courtil
- Pascale Vignal : Alice
- Maurice Barrier : Mercadot
- François Perrot : le capitaine Perrin
- Jean-Pol Dubois : André
- Daniel Russo : le lieutenant Trévise
- Michel Duchaussoy : le général Villerieux
- Arlette Gilbert : Valentine
- Louis Lyonnet : Valentin
- Charlotte Maury : Cora Mabel
- François Caron : Julien
- Thierry Gimenez : l'adjudant du génie
- Frédérique Meininger : Mme Lebègue
- Pierre Trabaud : Eugène Dilatoire
- Jean-Roger Milo : M. Lebègue
- Catherine Verlor : une religieuse sur la plage
- Jean-Christophe Lebert : l'amnésique
- Bruno Thérasse : Rougeaud
- Philippe Uchan : l'homme sans jambes
- Marion Loran : Solange de Boissancourt
- Charlotte Kady : une religieuse à l'hôpital
- Gabriel Cattand : le professeur Mortier
- Patrice Ancel : le préposé de la gare de Vézillé-Prin
- Christophe Odent : Poirleau
- Christian Magnani : Catreux
- Jean Champion : Lagrange
- Philippe Deplanche : Lecordier
- Michel Cassagne : Abel Masclé
- Frédéric Pierrot : Marcel
- François Domange : Georges
- Jean-Paul Comart : Fagot
- Patrick Massieu : le gardien du cimetière
- Didier Harlmann : le manchot
- Pascal Elso : l'aveugle
- Odile Cointepas : Mme Hannesson
- Louba Guertchikoff : la femme aux yeux bleus
- Jean-Claude Calon : le soldat zélé
- Jean-Yves Gautier : le caporal
- Gilles Janeyrand : le sous-officier
- Nicolas Tronc : le soldat Lefèvre
- Jérôme Frossard : le soldat commissionnaire
- Michèle Gleizer : la fermière
- Daniel Langlet : M. Lohac
- Adrienne Bonnet : Mme Lohac
- Marcel Zanini : Léon
- Marc Perrone : Pochin
- Georges Staquet : le curé
- Alain Frérot : Pelat
- François Dyrek : Vergnes
- Oswald d'Andréa : le pianiste Cora Mabel
- Mickey Baker : le joueur de banjo jazz
- Sangoma Everett : le batteur jazz
- Bobby Few : le pianiste jazz
- Stephen Potts : le saxophoniste jazz
- Mike Zwerin : Jennings
- Bruno Raffaelli : André Maginot
- Éric Dufay : le soldat Thin

## Production
Selon certaines sources anglophones, le film serait inspiré du roman Le Général de l'armée morte (Gjenerali i ushtrisë së vdekur) de l'auteur albanais Ismaïl Kadaré, paru en 1963, adapté en 1983 dans un film italien de Luciano Tovoli, Le Général de l'armée morte (Il generale dell'armata morta), et en 1989 dans un film albanais de Dhimitër Anagnosti, Le Retour de l'armée morte (Kthimi i ushtrisë së vdekur).
Bertrand Tavernier a écrit le rôle d'Irène de Courtil en pensant à Fanny Ardant qui a décliné l'offre en raison de sa maternité.
Le film a été tourné dans le Nord de la France à Berck (hôpital maritime), en Haute-Marne (tunnel de Thonnance-les-Moulins et village d'Épizon), dans la Marne (château de Vitry-la-Ville), dans la  Meuse (dans l'église de Dugny-sur-Meuse, dans le théâtre, la sous-préfecture, la citadelle et le centre-ville de Verdun) et pour la scène finale à Montréal d'Aude où Philippe Noiret possédait une propriété.
Dans une interview filmée intitulée « On a voulu me payer pour ne pas faire mon film », Bertrand Tavernier précise que le PDG de la maison Hachette lui a proposé un chèque de la totalité de son contrat pour qu'il ne fasse pas le film en lui disant qu'il n'y aurait pas un seul spectateur.

## Accueil
Sorti le 6 septembre 1989, La Vie et rien d'autre prend la troisième place du box-office la semaine de sa sortie avec 170 605 entrées. La semaine suivante, le film voit une hausse de fréquentation par rapport à son démarrage avec 199 951 entrées, pour un cumul de 370 556 entrées, ce qui lui vaut de se hisser à la deuxième place du box-office. Perdant peu d'entrées, le film parvient à stabiliser sa fréquentation en restant dans le top 10 hebdomadaire jusqu'à la mi-novembre et atteint le million d'entrées au bout d'un mois à l'affiche. Le long-métrage quitte le top 30 à l'approche des fêtes de Noel en ayant cumulé 1 402 693 entrées et refait brièvement une apparition la semaine du 27 février au 6 mars 1990, au moment où le film a obtenu deux Césars avec 9 079 entrées, pour un total de 1 465 382 entrées. Le film totalise 1 497 991 entrées entre sa sortie et l'année suivante.
Entre sa sortie initiale en septembre 1989 et les reprises en salles, La Vie et rien d'autre totalise 1 511 797 entrées, devenant le deuxième meilleur score au box-office de Bertrand Tavernier derrière Coup de torchon et ses 2 201 875 entrées,

## Distinctions

### Récompenses
- Césars 1990 :
  - meilleur acteur pour Philippe Noiret ;
  - meilleure musique pour Oswald d'Andréa.
- Prix du cinéma européen 1990 :
  - meilleur acteur pour Philippe Noiret ;
  - prix spécial du jury.
- BAFTA 1990 : meilleur film en langue étrangère.

### Nominations
- Césars 1990 :
  - meilleur film ;
  - meilleure actrice pour Sabine Azéma ;
  - meilleur acteur dans un second rôle pour François Perrot ;
  - meilleur réalisateur pour Bertrand Tavernier ;
  - meilleur scénario pour Bertrand Tavernier et Jean Cosmos ;
  - meilleure photographie pour Bruno de Keyzer ;
  - meilleurs costumes pour Jacqueline Moreau ;
  - meilleur son ;
  - meilleur montage.